# Raynham (Massachusetts)
Pour les articles homonymes, voir Raynham (homonymie).
Raynham est une ville du Comté de Bristol dans l’État du Massachusetts.
Elle a été incorporée en 1731.
Sa population était de 15 142 habitants en 2020.